# Teodolfo Mertel
Teodolfo Mertel (6 de febrero de 1806 - 11 de julio de 1899) fue un cardenal diácono y abogado de la Iglesia católica. Fue el último cardenal que no había sido ordenado sacerdote.

## Biografía
Nació en la ciudad de Allumiere, en la provincia de Lacio de los Estados Pontificios; era hijo de Isidoro Mertel, un panadero de Baviera. Desde niño estudió en las escuelas parroquiales, que eran manejadas por los frailes capuchinos en Tolfa. Luego estudió en el seminario de Montefiascone. Después de haber completado su estudio de las humanidades allí, asistió a la Universidad de Roma La Sapienza donde se le concedió un doctorado, tanto en civil como en Derecho canónico, el 16 de julio de 1828.
Mertel fue abogado de la Curia Romana en 1831, donde fue ascendido rápidamente a la posición de Juez. Se levantó de su camino a través de las filas de la Curia. Entre sus cargos fue el de prefecto de la Congregación de St. Ives, una sociedad de abogados y procuradores, proporcionando el pro bono: una defensa para los pobres en los tribunales.
El papa Pío IX nombró a Mertel cardenal diácono de San Eustaquio el 15 de marzo de 1858. 2 meses más tarde, el 16 de mayo del mismo año, Pío IX lo ordenó diácono, pero nunca llegó a ser sacerdote. Esto le permitió ser el único negociador con el Reino de Italia.
Mertel participó en el cónclave de 1878 tras la muerte de Pío IX y la elección de León XIII. Durante la coronación papal, Mertel sirvió como un protodiácono auxiliar mientras coronaron al nuevo Papa, ya que el Cardenal protodiácono Próspero Caterini no pudo hacerlo debido a una enfermedad.
En 1881, fue elegido Cardenal Protodiácono tras la muerte del cardenal Caterini y él también eligió tener de la Iglesia: el título nuevo era el de Santa María en Vía Lata, anteriormente ocupado por Caterini.
León XIII nombró a Mertel como el vicecanciller de la Santa Iglesia Romana en 1884, cargo que ocupó hasta su muerte. En ese momento él ha cambiado de título, esta vez a San Lorenzo en Dámaso, que se adjunta a la antigua cancillería de los Estados Pontificios y en poder de la tradición por los cardenales que tenían esa oficina. En 1917, 18 años después de la muerte del Cardenal Mertel, el Papa Benedicto XV decretó a través del Canon N°232 del Código de derecho canónico que todos los cardenales deben ser ordenados sacerdotes.
Está enterrado en una cripta familiar en el Santuario de la Madonna de la Gracia al Monte de su ciudad natal.